# Windsurfe
O windsurfe ou prancha à vela (em inglês: windsurf) é uma modalidade olímpica de vela. No mundo, o Havaí, Ilhas Canárias e as praias do Caribe são considerados ótimos lugares para a prática do windsurfe. É praticado com uma prancha semelhante à prancha de surfe e com uma vela entre 2 e 5 metros de altura. Este esporte consiste em planar sobre a água utilizando a força do vento.

Velejadores em Punta Paloma, em Tarifa, na Espanha

## Equipamento

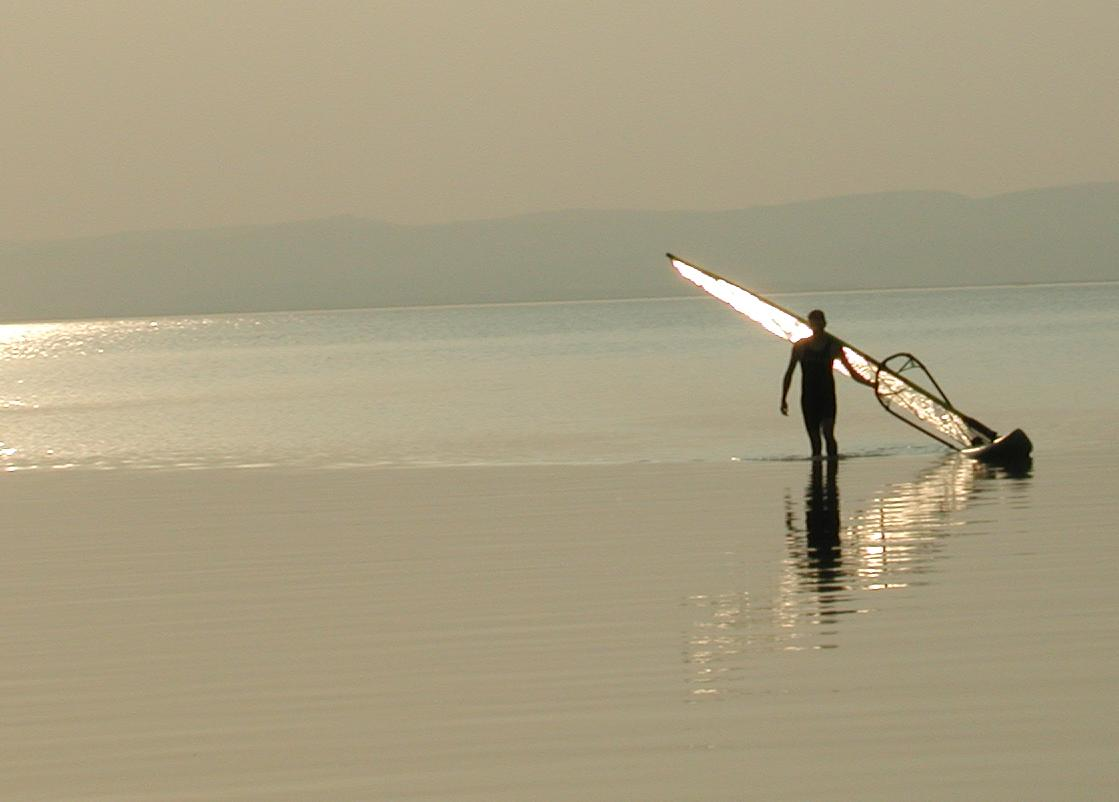
Praticante em Podersdorf am See, na Áustria

O equipamento de windsurfe é formado por vários itens:
- Mastro: monta e dá forma à vela;

- Retranca: é o interface entre a vela e o praticante, permite que este direcione e segure a vela;

- Vela: permite capturar a força do vento e fazer com que a prancha se desloque;

A vela pode ter vários tamanhos, desde medidas pequenas, como, por exemplo, (3,0m²), médias (7,0m²) e grandes (12,5m²), bem como formatos de acordo com a modalidade (ondas, regatas, etc.);
- Pé de mastro: peça móvel que liga o mastro à prancha e permite que este se mova em todas as direcções;

- Quilha ou Fin: encontra-se fixo na parte inferior da popa da prancha e permite que a prancha se desloque na direcção que queremos, sem a quilha a prancha fica sem controle e não é possível deslocar-se de forma perpendicular ao vento;

- Patilhão: nas pranchas de aprendizagem é comum existir um patilhão a meio da prancha à semelhança dos barcos de vela, que aumenta a estabilidade e facilita a aprendizagem, nomeadamente do velejo em bolina (contra o vento).

Prancha: é ela que faz o interface entre o praticante de Windsurf e a água, existem diferentes tamanhos e tipos de pranchas, sendo classificadas de acordo com o seu volume (em litros), largura e tipo de modalidade (ex:ondas, regatas etc.);
- Alça ou Footstrep: encontram-se fixos à popa da prancha, para o praticante colocar os seus pés quando a prancha está a planar (velejando em alta velocidade);

- Trapézios ou cabos de arnês: encontram-se fixos à retranca por forma a permitir a utilização do arnês;

- Arnês: equipamento vestido pelo praticante que permite utilizar o peso corporal do mesmo, transmitindo-o à retranca através do trapézio. Desta forma, não é necessário fazer tanta força com os braços;

- Extensor: Utilizado para deixar a vela esticada quando o mastro não tem o comprimento necessário para a vela;
- Foil: Uma espécie de quilha com asa que faz o equipamento do windsurfista flutuar sobre a água com mínimo arrasto e máxima velocidade.

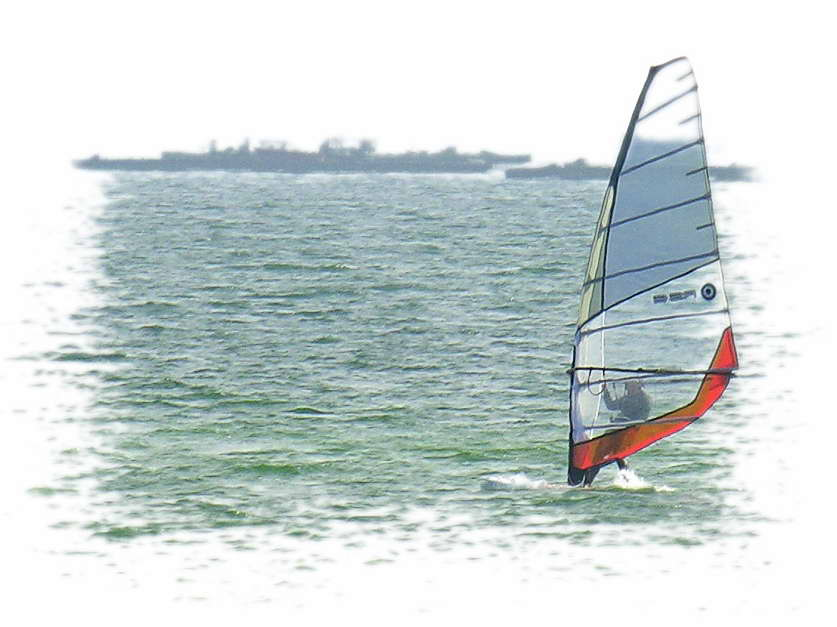
Praticante em Boiro, na Galiza, na Espanha

## Manobras
- Batida: ser jogado de volta a base da onda por sua crista, favorecendo a execução de novas manobras.
- Batida 360: o velejador faz a prancha se desgarrar da onda, girar 360º no ar e voltar no mesmo sentido em que seguia.
- Front Looping ou Back Looping: ir de encontro a parede da onda com velocidade, projetar no ar a prancha para dar um giro de 360º para frente ou para trás, respectivamente.
- Aero jibe: projetar a prancha para cima e, aproveitando a força do vento, virá-la para o lado oposto.
- Laydown jibe: completar uma curva de 180 graus com a vela paralela a água para neutralizar a força do vento.
- Jump jibe: ir quase perpendicular ao vento, dar um pequeno salto (usando uma onda ou marola), girando a prancha aproximadamente 180º e jogando a popa a favor do vento, voltando praticamente no sentido oposto do inicial.
- Jibe: curva a favor do vento.
- Cambada: curva contra o vento.
- Body Drag: Tirar o pé da prancha e deslizar o corpo sobre a água segurando somente na retranca.

## Categorias

### Freestyle
É a categoria mais agitada do windsurfe. A maior atração é o looping, o movimento mais arriscado, que consiste em usar as ondas como trampolim para se lançar, junto com a vela e a prancha, em seguida dar uma cambalhota de 360 graus sobre si mesmo e voltar a água na mesma posição de antes. Alguns atletas conseguem fazer o double-loop: duas voltas no ar antes de voltar à água. Algumas competições desta categoria são indoor. O windsurf indoor é realizado em tanques rodeados por potentes ventiladores em ginásios de grande porte. O velejador Kauli Seadi, Ricardo Campello e Browzinho já foram campeões na categoria jump, onde o velejador salta uma rampa com um buraco dentro para quilha passar.

### Crianças
Além das pranchas de adultos, já estão sendo produzidas pranchas para crianças. Por exemplo, a prancha fórmula é muito volumosa, mas, na forma, kids ela é ideal para as crianças.

### Onda
A categoria wave é disputada nas ondas, similarmente a um campeonato de surfe. Os velejadores fazem manobras nas ondas e saltos indo contra as ondas. Juízes decidem a pontuação e a colocação dos atletas na competição. O brasileiro Kauli Seadi sagrou-se campeão mundial nesta categoria em 2005, 2007 e 2008.

### Super X
O super X foi criado para criar um espetáculo e chamar a atenção do público para as competições. É uma regata com boias que os velejadores tem que saltar por cima. Quem cruza a linha final primeiro é o vencedor.

### Fórmula
A mais técnica de todas as categorias. A prática desta se dá em pranchas mais volumosas e com velas maiores. As competições são similares as regatas de grande porte com boias a barlavento e sotavento. É a categoria dentro do windsurfe como a fórmula um no automobilismo. É aquela com o equipamento mais desenvolvido e os materiais mais tecnológicos.
No Brasil, são competidores, na fórmula, atletas como Mathias Pinheiro, Paulo Dos Reis, Wilhelm Shurmann, Gabriel Browne. Que representam o país em inúmeras competições internacionais, liderando o ranking mundial ano após ano.

### Fórmula Experience
A Fórmula Experience é uma classe filiada na International Sailing Federation. É uma classe para velejadores que se desejam iniciar na Formula Windsurfing - o patamar mais alto da competição race.
O equipamento desta fórmula é constituído por uma prancha fabricada com materiais menos nobres para que o preço se torne mais atractivo para o praticante. No entanto, a Fórmula Experience não se resume a uma prancha económica. É efectivamente uma prancha performante, muito próxima da prancha de alta competição.
Enquanto isso, a Classe impõe um conjunto de restrições em termos de vela, mastro e retranca tornando esta Fórmula muito popular, capaz de trazer muitos praticantes ao desporto, situação que de outra forma seria difícil para os interessados.
A Formula Windsurfing é uma Classe destinada aos jovens, mas também para todos aqueles que apesar da idade desejam praticar este desporto de forma descontraída.
O primeiro campeonato oficial desta fórmula foi realizado em Costa de Caparica, em Portugal, em 2003 e juntou velejadores dos cinco continentes, tendo sido organizado pelo Overpower Club.

### IQ Foil
O IQ Foil é a nova categoria olímpica do Windsurf que será utilizado pela primeira vez nos Jogos Olímpicos de Paris 2024. O equipamento utiliza uma quilha Foil que faz o equipamento flutuar sobre as águas com o mínimo de arrasto.

## Cuidados
Procure sempre um instrutor ou escola especializada para começar o desporto. Nunca subestime os ventos nem o mar: quando não tiver segurança para praticar o desporto, não arrisque. O instrutor de windsurfe Pedro Rodrigues recomenda ainda que o praticante não se afaste muito da costa e, sempre que possível, leve um celular para emergência. "Nunca saia sozinho sem avisar alguém em terra", completa o mesmo. Nunca navegue com ventos de off-shore, ou seja, com ventos na direcção do mar. Torna-se muito perigoso porque o praticante dificilmente conseguirá chegar à terra.

## Benefícios para o corpo
O windsurfe é uma atividade física que desenvolve a resistência muscular. São trabalhados os músculos das pernas, braços e costas. A prática inadequada pode causar dores na região lombar, por isso é importante orientação para os iniciantes.

## O windsurfe no Brasil
O esporte é organizado pela Confederação Brasileira de Vela e Motor, mas existem também a Associação Brasileira de Windsurfe, que atua de forma mais específica na regulação e promoção do windsurfe no Brasil.
No Brasil, destacam-se algumas localidades para a prática do windsurfe, tais como: Vitória e Guarapari, no Espírito Santo, Búzios e Araruama, no Rio de Janeiro, Praia de Búzios e São Miguel do Gostoso, no Rio Grande do Norte, Rio Grande, Tapes e Osório, no Rio Grande do Sul, Ilhabela, em São Paulo, Ibiraquera, Balneário Camboriú e Florianópolis, em Santa Catarina, e Fortaleza, Jericoacoara, no Ceará, Três Marias, em Minas Gerais e a Lagoa dos Ingleses, em Nova Lima.